# Besah
Besah is een bestuurslaag in het regentschap Bojonegoro van de provincie Oost-Java, Indonesië. Besah telt 2421 inwoners (volkstelling 2010).